# Grass Lake
Grass Lake är en ort i Jackson County, Michigan, USA.